# Чапо
Чапо — це напій з плодів плантану, води та спецій. Його почали використовувати у народності мацес і шипібо з перуанських амазонських джунглів. Чапо був напоєм, який високо цінували єзуїти та францисканці як замінник кауїму. Зараз напій проник в народну культуру і гастрономію сільського і міського населення народів Південної Америки.

## Приготування
Чапо виготовляється з відварених або смажених солодких жовтих плантанів, що приправлені корицею та гвоздикою. Відварені фрукти віджимають через сито, що зроблено з пальмового листя. Потім додають воду, спеції та проварюють все на середньому повільному вогні 10 хвилин під кришкою. У напій можна додавати кокосове молоко та цукор. Чапо подають теплим, але можна зустріти й холодну подачу напою. Цей напій дуже поживний, бо середній плантан має приблизно 220 ккал калорійності та є хорошим джерелом калію й харчових волокон.